# Manuel Olalla
Manuel Olalla Jurado (Granada, 24 de enero de 1935-19 de noviembre de 2018) fue un futbolista español que jugó de delantero. Su único equipo como profesional fue el Granada Club de Fútbol con el que jugó en Primera División y en Segunda División.

## Carrera deportiva
Olalla jugó toda su carrera en el Granada Club de Fútbol, con el que debutó en 1954. Durante la temporada 1954-55 jugó 12 partidos y marcó tres goles con el Granada, que aquella temporada jugaba en Segunda División.
En la temporada del ascenso a Primera, la 1956-57, Olalla, fue un jugador clave en el Granada, al jugar 20 partidos y marcar 7 goles. En Primera División únicamente tuvo minutos y continuidad en la temporada 1958-59, cuando jugó 12 partidos y marcó 5 goles. El descenso del Granada en la temporada 1960-61 a Segunda División no cambió su papel con el equipo granadinista, hasta que en 1963 se retiró.

## Clubes
- Granada Club de Fútbol (1954-1963)